# Heinrich Cunow
Heinrich Cunow (* 11. April 1862 in Schwerin; † 20. August 1936 in Berlin) war Hochschullehrer (Ethnologe), Redakteur, Politiker (SPD) und bedeutender marxistischer Theoretiker. Cunow war 1919 für die SPD Abgeordneter der Weimarer Nationalversammlung und von 1921 bis 1924 Abgeordneter des Preußischen Landtags.

## Leben
Heinrich Cunow entstammte einer bäuerlichen Familie, seine Eltern waren der Bühnenarbeiter Heinrich Cunow und Friederike Fischer. Dank der finanziellen Unterstützung eines Verwandten konnte er eine Höhere Bürgerschule besuchen. Danach machte er in Hannover eine kaufmännische Ausbildung und ging nach Hamburg, wo er als Buchhalter in einer Tapetenfabrik arbeitete. Dort schloss er sich bald der Sozialdemokratie an und begann sich innerhalb der SPD politisch zu betätigen. Als Autodidakt studierte er den Marxismus sowie die Philosophie von Kant und Hegel. Er wurde wirtschaftspolitischer Mitarbeiter beim Hamburger Echo und verfasste gelegentlich Leitartikel für das SPD-Zentralorgan Vorwärts.
Im Jahr 1883 heirateten Heinrich Cunow und die Witwe Elisabeth Lamb (* 1863) in Hamburg.
Ab 1898 arbeitete Cunow als wirtschaftstischer Mitarbeiter für die Zeitschrift Die Neue Zeit, dem von Karl Kautsky herausgegebenen wissenschaftlichen Organ der Sozialdemokratie. Daneben arbeitete er ab 1902, nach dem Tod Wilhelm Liebknechts, als Redakteur für den Vorwärts, wo er neben Heinrich Ströbel als Wortführer der antirevisionistischen Linken galt und sich gegen Kurt Eisner wendete. Ab 1907 folgte die Tätigkeit als Dozent an der Parteischule der SPD in Berlin –, neben Franz Mehring, Rudolf Hilferding, Rosa Luxemburg und Heinrich Schulz. Zugleich betrieb Cunow schon frühzeitig wissenschaftliche Studien im Bereich der Ethnologie, auf die er die marxistische Methode anwendete.
Im August 1914 war Cunow wie seine Redaktionskollegen im Vorwärts noch gegen die Bewilligung der Kriegskredite. Ab Mitte Oktober 1914 änderte er diese Beurteilung und trat der Meinung der SPD-Mehrheit um Friedrich Ebert bei; ab 1915 formierte sich die Lensch-Cunow-Haenisch-Gruppe innerhalb der SPD, die versuchte, die Haltung der Parteimehrheit zum Thema Kriegskredite marxistisch zu begründen, dabei entwickelte sie die Theorie des „Kriegssozialismus“. Ab Mitte 1915 wurde Die Glocke, eine von Parvus gegründete Zeitschrift, das Organ der Gruppe.
Im Oktober 1917 spaltete sich die USPD von der SPD ab, ohne Cunow. Er wurde Nachfolger von Karl Kautsky in der Zeitschrift Die Neue Zeit, die er bis zu ihrer Einstellung 1923 leitete. Auslöser für die Einstellung soll ein Kommentar Cunows gewesen sein. Cunow teilte in seinem Werk Die Marxsche Geschichts-, Gesellschafts- und Staatstheorie mit, dass:

„[Franz] Mehring die Hegelsche Philosophie kennt, die für Kautsky, wie sich überall zeigt, eine terra incognita ist. Wie wenig Kautsky die einfachsten Grundelemente der Marxschen Gesellschaftslehre begriffen hat, dafür nur einige kurze Belegstellen: In seinem Aufsatz ‚Die moderne Nationalität‘ (‚Neue Zeit‘, 5. Jahrgang, S. 392) heißt es: ‚So lange die Blutsverwandtschaft das Band war, das die menschlichen Gesellschaften zusammenhielt, war die Nation im heutigen Sinne des Wortes unbekannt.‘ Die primitiven Familiengemeinschaften gelten Kautsky demnach kurzweg als Gesellschaften. Daß nach Marxscher Auffassung jede Gesellschaft, auch die primitivste, auf dem Wirtschaftsprozeß beruht und die wirtschaftlichen Wechselbeziehungen sie ‚zusammenhalten‘, während die Blutsverwandtschaft wohl zur Bildung von Gemeinschaften (Familiengemeinschaften), nicht aber zur Bildung von Gesellschaften zu führen vermag, ist demnach Kautsky ganz unklar geblieben.“

Die Herausgabe der überwiegend von Juden geführten Zeitschrift wurde mit sofortiger Wirkung eingestellt und durch Die Gesellschaft ersetzt, die von Rudolf Hilferding redigiert wurde.
Ab 1919 war Cunow SPD-Abgeordneter der Nationalversammlung und später bis 1924 Abgeordneter des Preußischen Landtags. Er wurde Mitglied der Programmkommission des Görlitzer Programms der SPD, doch zog sich danach immer mehr aus der aktiven Parteipolitik zurück. Ebenfalls 1919 folgte er dem Ruf der Berliner Universität und wurde von Konrad Haenisch, inzwischen preußischer Kultusminister, zum Außerordentlichen Professor für Völkerkunde ernannt. Er publizierte zahlreiche ethnologische Schriften und eine vierbändige Wirtschaftsgeschichte. Bedeutend wurde er als Staatstheoretiker: 1920 und 1921 publizierte er sein Hauptwerk: Die Marxsche Geschichts-, Gesellschafts- und Staatstheorie in zwei Bänden. Darin vertrat er, abweichend von Marx, die Möglichkeit der Entwicklung des Staates im Zuge einer friedlichen „sozialen Revolution“ hin zum sozialen Verwaltungsstaat. Die bolschewistische Revolution 1917 lehnte er als voluntaristische Übernahme des Staates ohne Rücksicht auf den Entwicklungsstand der russischen Gesellschaft ab.
1933 verlor Cunow nach der „Machtübernahme“ der NSDAP sein Ruhegehalt, seine Schriften wurden öffentlich verbrannt.
Heinrich Cunow starb am 20. August 1936 verarmt und vergessen in Berlin.

## Veröffentlichungen
- Die Verwandtschaftsorganisation der Australneger. Ein Beitrag zur Entwicklungsgeschichte der Familie. Dietz, Stuttgart 1894. Online Text.[5]
- Die soziale Verfassung des Inkareichs. Eine Untersuchung des altperuanischen Agrarkommunismus. Dietz, Stuttgart 1894. (archive.org).
- Theologische oder ethnologische Religionsgeschichte? Eine Entgegnung auf Dr. Max Maurenbrechers "Biblische Geschichten". (= Ergänzungshefte zur Neuen Zeit, Heft 8). Paul Singer, Stuttgart 1910.
- Die Technik in der Urzeit. 2. Auflage, 1921.
- Der Ursprung der Religion und des Gottesglaubens. 5. Auflage, 1924.
- Zur Urgeschichte der Ehe und Familie. 1913.
- Partei-Zusammenbruch? Ein offenes Wort zum inneren Parteistreit. 1915 (archive.org).
- Die Marxsche Geschichts-, Gesellschafts- und Staatstheorie. Grundzüge der Marxschen Soziologie. 2 Bände, [1920 + 1921] 1923 (4. Auflage). Band 1: (archive.org), Band 2 (archive.org).
- Klassenkampftheorie. In: Jahrbuch für Soziologie. H. 2, 1926.
- Technik und Wirtschaft des europäischen Urmenschen. Der Bücherkreis, Berlin 1927.
- Liebe und Ehe im Leben der Völker. Der Bücherkreis, Berlin 1929.
- Geschichte und Kultur des Inkareichs. 1937 (postum).